# Robert Love
Robert Matthew Love (* 25. září, 1981 jižní Florida) je americký autor, řečník a open source hacker.
Nejvíce je znám svými příspěvky k linuxovému jádru — jeho práci na preemptivním jádře, plánovači procesů, vrstvě událostí jádra, subsystému virtuální paměti a inotify. Robert je také aktivní v GNOME komunitě, pracuje na NetworkManageru, GNOME Volume Manageru, Projektu Utopia a Beagle.

## Biografie
V roce 2004 složil Robert titul bakalář z matematiky a informatiky na floridské univerzitě. V září 2005 začal studovat na Harvard University.
Od ledna 2002 do 15. prosince 2003 byl na univerzitě hacker jádra pro MontaVista Software. V MontaVista pracoval na procps a mnoha projektech okolo jádra, včetně nejvíce známém preemptivním jádru.
Love začal pracovat pro Novell 15. prosince 2003, jako šéf architekt Linuxového Desktopu. V Novellu pracoval na mnoha jádrech a GNOME projektech.
Love odešel od firmy Novell 4. května 2007 pracovat pro firmu Google, kde má nyní funkci jako člen kanceláře Open Source Programu.
Nyní žije v Bostonu ve státě Massachusetts v USA.

## Publikace
Robert Love je autor knihy Linux Kernel Development (vývoj linuxového jádra), nyní je dostupné druhé vydání knihy. Obě vydání byly přeloženy do mnoha jazyků.
Je také spoluautorem pátého vydání Linux in a Nutshell (Linux v kostce), kompletní reference Linux příkazů.
Jeho poslední kniha je Linux System Programming, která nese podtitul Talking Directly to the Kernel and C Library. Byla vydaná v srpnu 2007 nakladatelstvím O'Reilly Media.
Love je také přispěvatelem na Linux Journal a častým autorem článků pro tento magazín.
Na svém weblogu míchá technologickou diskuzi, nekonvenční humor a ekonomiku.

### Knihy
- 2003 – Linux Kernel Development 1ed – ISBN 0-672-32512-8
- 2005 – Linux Kernel Development 2ed – ISBN 0-672-32720-1
- 2005 – Linux in a Nutshell 5ed – ISBN 0-596-00930-5
- 2007 – Linux System Programming 1ed – ISBN 0-596-00958-5